# Compost polièdric
Un compost polièdric és una figura composta per diversos políedres que comparteixen un centre comú. Són els anàlegs tridimensionals dels compostos poligonals com l'hexagrama. Els vèrtexs veïns d'un compost es poden connectar per formar un políedre convex anomenat l'envolupant convexa. El compost és un facetatge de l'envolupant convexa. Un altre poliedre convex es forma pel petit espai central comú a tots els membres del compost. Aquest políedre es pot considerar el nucli per a un conjunt de estelacions incloent-hi el mateix compost (vegeu Llista de models de políedre de Wenninger per a aquests compostos i altres estelacions).

## Compostos regulars
Un compost polièdric regular es pot definir com un compost que, com un políedre regular, els seus vèrtex, cares i arestes són homogenis. Amb aquesta definició hi ha 5 composts regulars.
| Components                                  | Figura                     | Envolupant convexa | Nucli                | Simetria | Dual                        |
| ------------------------------------------- | -------------------------- | ------------------ | -------------------- | -------- | --------------------------- |
| Compost de dos tetràedres, o Estel octangle | Estel octangle             | Cub                | Octàedre             | Oh       | Ell mateix                  |
| Compost de cinc tetràedres                  | Compost de cinc tetràedres | Dodecàedre         | Icosàedre            | I        | enantiomorf, o bessó quiral |
| Compost de deu tetràedres                   | Compost de deu tetràedres  | Dodecàedre         | Icosàedre            | Ih       | Ell mateix                  |
| Compost de cinc cubs                        | Compost de cinc cubs       | Dodecàedre         | Triacontàedre ròmbic | Ih       | Compost de cinc octàedres   |
| Compost de cinc octàedres                   | Compost de cinc octàedres  | Icosidodecàedre    | Icosàedre            | Ih       | Compost de cinc cubs        |

El més conegut és el compost de dos tetràedres, sovint anomenat l'estrella octangula, un nom donat per Kepler. Els vèrtexs dels dos tetràedres defineixen un cub i la intersecció del dos un octàedre, que comparteix els mateixos plans de les cares que els compost. Així és una estelació de l'octàedre, i de fet l'única estelació finita seva. L'estrella octangula també es pot considerar com a compost dual regular. El compost de cinc tetràedres té dues versions enantiomòfiques, que juntes constitueixen el compost per 10 tetràedres. Cada un dels composts tetraèdrics és autodual, i el compost de 5 cubs és dual al compost de 5 octàedres.

## Compostos dual-regular
Un compost dual-regular es compon d'un políedre regular (un dels sòlids platònics o políedre de Kepler-Poinsot) i el seu dual regular, arranjat recíprocament sobre una interesfera comuna, tal que l'aresta d'un poliedre interseca l'aresta dual del políedre dual. N'hi ha cinc d'aquests compostos.
| Components                                             | Imatge                                                | envolupant convexa   | Nucli           | Simetria |
| ------------------------------------------------------ | ----------------------------------------------------- | -------------------- | --------------- | -------- |
| Compost de dos tetràedres                              | Estel octangle                                        | Cub                  | Octàedre        | Oh       |
| Compost de cub i octàedre                              |                                                       | Dodecàedre ròmbic    | Cuboctàedre     | Oh       |
| Compost de dodecàedre i icosàedre                      |                                                       | Triacontàedre ròmbic | Icosidodecàedre | Ih       |
| Compost de gran icosàedre i gran dodecàedre de estelat |                                                       | Dodecàedre           | Icosàedre       | Ih       |
| Compost de petit dodecàedre estelat i gran dodecàedre  | Compost de petit dodecàedre estelat i gran dodecàedre | Icosàedre            | Dodecàedre      | Ih       |

El compost dual-regular d'un tetràedre amb el seu políedre dual és també l'estrella octangula regular, ja que el tetràedre és autodual. Els compostos cub-octàedre i dodecàedre-icosàedre són les primeres estelacions del cuboctàhedre i l'icosidodecàedre, respectivament. El compost de petit dodecàedre estelat i gran dodecàedre exteriorment sembla el mateix que el petit dodecàedre estelat, perquè el gran dodecàedre queda completament contingut dins.

## Composts uniformes
El 1976 John Skilling va publicar Compostos uniformes de iolíedres uniformes on enumerava 75 compostos (incloent-hi 6 conjunts infinits de prismes compostos, #20-#25) fets de políedres uniformes amb simetria rotacional. (Tots els vèrtexs són homogenis.) Aquesta llista inclou els cinc composts regulars de dalt. Aquí es presenta una taula amb les figures dels 75 compostos uniformes llistats per Skilling. Molts estan pintats amb un color diferent per cada políedre component. Alguns com els parells quirals estan pintats per la simetria de les cares dins de cada políedre.
- 1-19: Diversos (els 4,5,6,9,17 són els 5 composts regulars)

| Compost Uniforme #1  | Compost Uniforme #2  | Compost Uniforme #3  | Compost Uniforme #4  | Compost Uniforme #5  | Compost Uniforme #6  |
| Compost Uniforme #7  | Compost Uniforme #8  | Compost Uniforme #9  | Compost Uniforme #10 | Compost Uniforme #11 | Compost Uniforme #12 |
| Compost Uniforme #13 | Compost Uniforme #14 | Compost Uniforme #15 | Compost Uniforme #16 | Compost Uniforme #17 | Compost Uniforme #18 |
| Compost Uniforme #19 |                      |                      |                      |                      |                      |

- 20-25: 20-25: Simetria prismàtica encaixada en la simetria dièdrica en tres dimensions,

| Compost Uniforme #20 | Compost Uniforme #2 | Compost Uniforme #22 | Compost Uniforme #23 | Compost Uniforme #24 | Compost Uniforme #25 |

- 26-45: Simetria prismàtica encaixada en la simetria de l'octàedre o l'icosàedre,

| Compost Uniforme #26 | Compost Uniforme #27 | Compost Uniforme #28 | Compost Uniforme #29 | Compost Uniforme #30 | Compost Uniforme #31 |
| Compost Uniforme #32 | Compost Uniforme #33 | Compost Uniforme #34 | Compost Uniforme #35 | Compost Uniforme #36 | Compost Uniforme #37 |
| Compost Uniforme #38 | Compost Uniforme #39 | Compost Uniforme #40 | Compost Uniforme #41 | Compost Uniforme #42 | Compost Uniforme #43 |
| Compost Uniforme #44 | Compost Uniforme #45 |                      |                      |                      |                      |

- 46-67: Simetria tetraèdrica encaixada en la simetria de l'octàedre o l'icosàedre,

| Compost Uniforme #46 | Compost Uniforme #47 | Compost Uniforme #48 | Compost Uniforme #49 | Compost Uniforme #50 | Compost Uniforme #5  |
| Compost Uniforme #52 | Compost Uniforme #53 | Compost Uniforme #54 | Compost Uniforme #55 | Compost Uniforme #56 | Compost Uniforme #57 |
| Compost Uniforme #58 | Compost Uniforme #59 | Compost Uniforme #60 | Compost Uniforme #61 | Compost Uniforme #62 | Compost Uniforme #63 |
| Compost Uniforme #64 | Compost Uniforme #65 | Compost Uniforme #66 | Compost Uniforme #67 |                      |                      |

- 68-75: parells enantiomorfs

| Compost Uniforme #68 | Compost Uniforme #69 | Compost Uniforme #70 | Compost Uniforme #71 | Compost Uniforme #72 | Compost Uniforme #73 |
| Compost Uniforme #74 | Compost Uniforme #75 |                      |                      |                      |                      |